# The Hottest Show on Earth
The Hottest Show on Heart Tour è stato un tour della band hard rock americana Kiss per promuovere l'uscita del loro diciannovesimo album.

## Storia
Fu, essenzialmente, la tappa nordamericana del Sonic Boom Over Europe Tour, a sua volta una continuazione del Kiss Alive/35 World Tour, iniziato nel 2008. I Kiss suonarono anche in Messico, per la prima volta dal 2004. Il tour comprendeva sia l'arena che l'anfiteatro mostrato negli Stati Uniti, oltre al Canada, e fu prodotto da Live Nation. Come per i precedenti tour di concerti, le registrazioni dal vivo di ogni spettacolo furono vendute presso la sede, da SymfyLive.
La band affermò anche che, un dollaro, per ogni biglietto venduto, sarebbe stato donato alle forze armate degli Stati Uniti, a beneficio del Wounded Warriors Project. I Kiss aggiunsero anche altri spettacoli al tour, come a Porto Rico, Houston e Hollywood, in Florida. Il gruppo annunciò anche sette spettacoli, che vennero aggiunti al tour, come alcune date in Giappone; tuttavia questi spettacoli furono rinviati a fine anno. Il gruppo spalla del concerto furono i The Academy Is..., Bad City, The Envy ed un gruppo locale per ogni città, vincitore di un concorso indetto da Guitar Center.
Nel programma del tour finale della band, Stanley ha riflettuto su questo:
(Paul Stanley, 2019)

## Date[5][6]
| Data              | Città               | Stato       | Luogo                              | Artisti d'apertura | Biglietti venduti / Biglietti disponibili | Incasso |
| ----------------- | ------------------- | ----------- | ---------------------------------- | ------------------ | ----------------------------------------- | ------- |
| 23 luglio 2010    | Cheyenne            | Stati Uniti | Cheyenne Frontier Days             |                    | 16 715                                    | N.D.    |
| 24 luglio 2010    | Minot               | Stati Uniti | North Dakota State Fair            | 15 082             |                                           |         |
| 29 luglio 2010    | Burgettstown        | Stati Uniti | First Niagara Pavilion             | ~8 795/23 085      |                                           |         |
| 30 luglio 2010    | Cincinnati          | Stati Uniti | Riverbend Music Center             | ~16 602 / 20 500   |                                           |         |
| 31 luglio 2010    | Hershey             | Stati Uniti | Hersheypark Stadium                | 6 961 / 12 674     | $429 831                                  |         |
| 6 agosto 2010     | Camden              | Stati Uniti | Susquehanna Bank Center            | ~6 000 / 25 531    | N.D.                                      |         |
| 7 agosto 2010     | Mansfield           | Stati Uniti | Comcast Center                     | N.D.               |                                           |         |
| 9 agosto 2010     | Indianapolis        | Stati Uniti | Indiana State Fair                 | ~14 611            |                                           |         |
| 10 agosto 2010    | Sault Sainte Marie  | Canada      | Essar Centre                       | ~4 700 / 5 000     |                                           |         |
| 13 agosto 2010    | Corfu               | Stati Uniti | Darien Lake Performing Arts Center | ~16 959 / 21 800   |                                           |         |
| 14 agosto 2010    | Wantagh             | Stati Uniti | Nikon at Jones Beach Theater       | ~14 532 / 15 000   |                                           |         |
| 15 agosto 2010    | Scranton            | Stati Uniti | Toyota Pavilion                    | ~15 362 / 17 528   |                                           |         |
| 17 agosto 2010    | Saratoga Springs    | Stati Uniti | Saratoga Performing Arts Center    | ~17 128 / 25 061   |                                           |         |
| 19 agosto 2010    | Uncasville          | Stati Uniti | Mohegan Sun Arena                  |                    |                                           |         |
| 20 agosto 2010    | Holmdel             | Stati Uniti | PNC Bank Arts Center               |                    |                                           |         |
| 21 agosto 2010    | Bristow             | Stati Uniti | Jiffy Lube Live                    |                    |                                           |         |
| 27 agosto 2010    | Virginia Beach      | Stati Uniti | Virginia Beach Amphitheater        |                    |                                           |         |
| 28 agosto 2010    | Charlotte           | Stati Uniti | Verizon Wireless Amphitheatre      |                    |                                           |         |
| 29 agosto 2010    | Raleigh             | Stati Uniti | Time Warner Cable Music Pavilion   |                    |                                           |         |
| 31 agosto 2010    | Atlanta             | Stati Uniti | Aaron's Amphitheatre at Lakewood   |                    |                                           |         |
| 2 settembre 2010  | Milwaukee           | Stati Uniti | Marcus Amphitheater                |                    |                                           |         |
| 3 settembre 2010  | Tinley Park         | Stati Uniti | First Midwest Bank Amphitheatre    |                    |                                           |         |
| 4 settembre 2010  | Saint Paul          | Stati Uniti | Minnesota State Fair               |                    |                                           |         |
| 10 settembre 2010 | Toronto             | Canada      | Molson Amphitheatre                |                    |                                           |         |
| 11 settembre 2010 | Clarkston           | Stati Uniti | DTE Energy Music Theatre           |                    |                                           |         |
| 12 settembre 2010 | Cuyahoga Falls      | Stati Uniti | Blossom Music Center               |                    |                                           |         |
| 17 settembre 2010 | The Woodlands       | Stati Uniti | Cynthia Woods Mitchell Pavilion    |                    |                                           |         |
| 18 settembre 2010 | Frisco              | Stati Uniti | Pizza Hut Park                     |                    |                                           |         |
| 19 settembre 2010 | San Antonio         | Stati Uniti | AT&T Center                        |                    |                                           |         |
| 22 settembre 2010 | Sandy               | Stati Uniti | Rio Tinto Stadium                  |                    |                                           |         |
| 24 settembre 2010 | Phoenix             | Stati Uniti | Cricket Wireless Pavilion          |                    |                                           |         |
| 25 settembre 2010 | Fontana             | Stati Uniti | Epicenter                          |                    |                                           |         |
| 28 settembre 2010 | Monterrey           | Messico     | Teatro Banamex                     |                    |                                           |         |
| 30 settembre 2010 | Città del Messico   | Messico     | Palacio de los Deportes            |                    |                                           |         |
| 1 ottobre 2010    | Città del Messico   | Messico     | Palacio de los Deportes            |                    |                                           |         |
| 2 ottobre 2010    | Guadalajara         | Messico     | Arena VFG                          |                    |                                           |         |
| 12 marzo 2011     | San Juan            | Porto Rico  | José Miguel Agrelot Coliseum       |                    |                                           |         |
| 15 marzo 2011     | Houston             | Stati Uniti | Houston Livestock Show and Rodeo   |                    |                                           |         |
| 17 marzo 2011     | Hollywood           | Stati Uniti | Hard Rock Live                     |                    |                                           |         |
| 29 maggio 2011    | Sacramento          | Stati Uniti | Rock'n Walk For Kids               |                    |                                           |         |
| 23 giugno 2011    | Everett             | Stati Uniti | Comcast Arena at Everett           |                    |                                           |         |
| 24 giugno 2011    | Spokane             | Stati Uniti | Spokane Arena                      |                    |                                           |         |
| 26 giugno 2011    | Kamloops            | Canada      | Interior Savings Centre            |                    |                                           |         |
| 27 giugno 2011    | Abbotsford          | Canada      | Abbotsford Centre                  |                    |                                           |         |
| 29 giugno 2011    | Prince George       | Canada      | CN Centre                          |                    |                                           |         |
| 30 giugno 2011    | Dawson Creek        | Canada      | EnCana Events Centre               |                    |                                           |         |
| 2 luglio 2011     | Fort McMurray       | Canada      | Canada Rock Festival               |                    |                                           |         |
| 6 luglio 2011     | Sarnia              | Canada      | Sarnia Bayfest                     |                    |                                           |         |
| 9 luglio 2011     | Grand Falls-Windsor | Canada      | Salmon Festival                    |                    |                                           |         |
| 12 luglio 2011    | Manchester          | Stati Uniti | Verizon Wireless Arena             |                    |                                           |         |
| 13 luglio 2011    | Bushkill            | Stati Uniti | Mountain Laurel Center             |                    |                                           |         |
| 15 luglio 2011    | Walker              | Stati Uniti | Moondance Jam                      |                    |                                           |         |
| 16 luglio 2011    | Oshkosh             | Stati Uniti | Rock USA Festival                  |                    |                                           |         |
| 18 luglio 2011    | Springfield         | Stati Uniti | Prairie Capital Convention Center  |                    |                                           |         |
| 24 luglio 2011    | Montréal            | Canada      | Heavy MONTRÉAL                     |                    |                                           |         |
| 26 luglio 2011    | Orillia             | Canada      | Casino Rama                        |                    |                                           |         |
| 27 luglio 2011    | Windsor             | Canada      | Caesars Windsor                    |                    |                                           |         |
| 28 luglio 2011    | Verona              | Stati Uniti | Turning Stone Events Center        |                    |                                           |         |
| Totale            | Totale              | Totale      | Totale                             | Totale             |                                           | $       |

## Scaletta
Secondo il sito ufficiale della band, i Kiss hanno eseguito classici come Detroit Rock City e Rock And Roll All Nite, oltre a successi che non vennero esibiti negli Stati Uniti, dopo molti anni. La scaletta è quasi identica al precedente tour europeo, includendo tre brani dell'album Sonic Boom e la canzone Crazy Crazy Nights, che non fu suonata dal vivo (tranne durante il loro ultimo tour europeo), dal 1990. La scaletta qui sotto ha dato inizio alla tournée a Cheyenne, nel Wyoming.

### La scaletta iniziale
1. Modern Day Delilah
2. Cold Gin
3. Let Me Go, Rock 'N Roll
4. Firehouse (Gene Simmons sputa fuoco)
5. Say Yeah
6. Deuce
7. Crazy Crazy Nights
8. Calling Dr. Love
9. Shock Me (Tommy Thayer ed Eric Singer suonano contemporaneamente assieme)
10. I'm An Animal
11. 100,000 Years
12. I Love It Loud (il bassista sputa sangue e vola)
13. Love Gun
14. Black Diamond (assolo di Paul Stanley, con estratto da Whole Lotta Love, prima della canzone della band)
15. Detroit Rock City

Bis
1. Beth
2. Lick It Up (con bridge da Won't Get Fooled Again)
3. Shout It Out Loud
4. I Was Made For Lovin' You (il chitarrista ritmico vola verso il B-stage)
5. God Gave Rock 'N Roll To You II
6. Rock And Roll All Nite

### Lost Cities Tour
1. Modern Day Delilah
2. Cold Gin
3. Let Me Go, Rock 'N Roll
4. Firehouse (Gene Simmons sputa fuoco)
5. Say Yeah
6. Deuce
7. Do You Love Me
8. Calling Dr. Love
9. Shock Me (Tommy Thayer ed Eric Singer suonano assieme contemporaneamente)
10. I Love It Loud
11. Love Gun
12. God Of Thunder (il bassista sputa sangue)
13. Black Diamond (assolo di Paul Stanley ed estratto da Stairway To Heaven, prima di Black Diamond)
14. Detroit Rock City

#### Altre canzoni
1. Beth
2. Lick It Up (con bridge da Won't Get Fooled Again)
3. Shout It Out Loud
4. Rock And Roll All Nite

## Formazione
- Paul Stanley - chitarra ritmica, voce
- Gene Simmons - basso, voce
- Tommy Thayer - chitarra solista, voce
- Eric Singer - batteria, voce